# وینکل
وینکل (به انگلیسی: Wincle) یک روستا و محله مدنی در بریتانیا است که در چشر شرقی واقع شده‌است. وینکل ۱۴۷ نفر جمعیت دارد.